# Robert Tanner

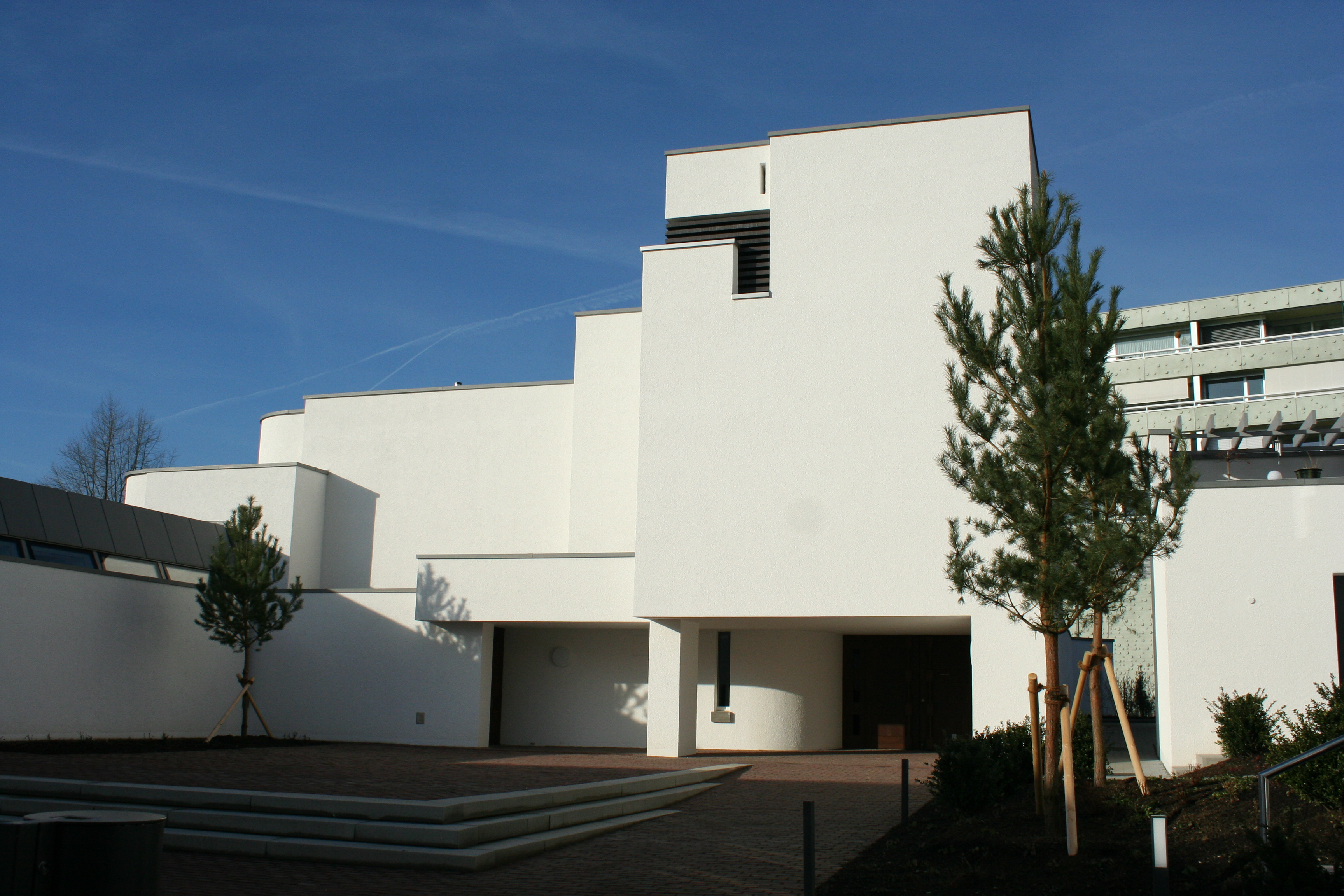
Kirche St. Ulrich Winterthur-Rosenberg, 1971

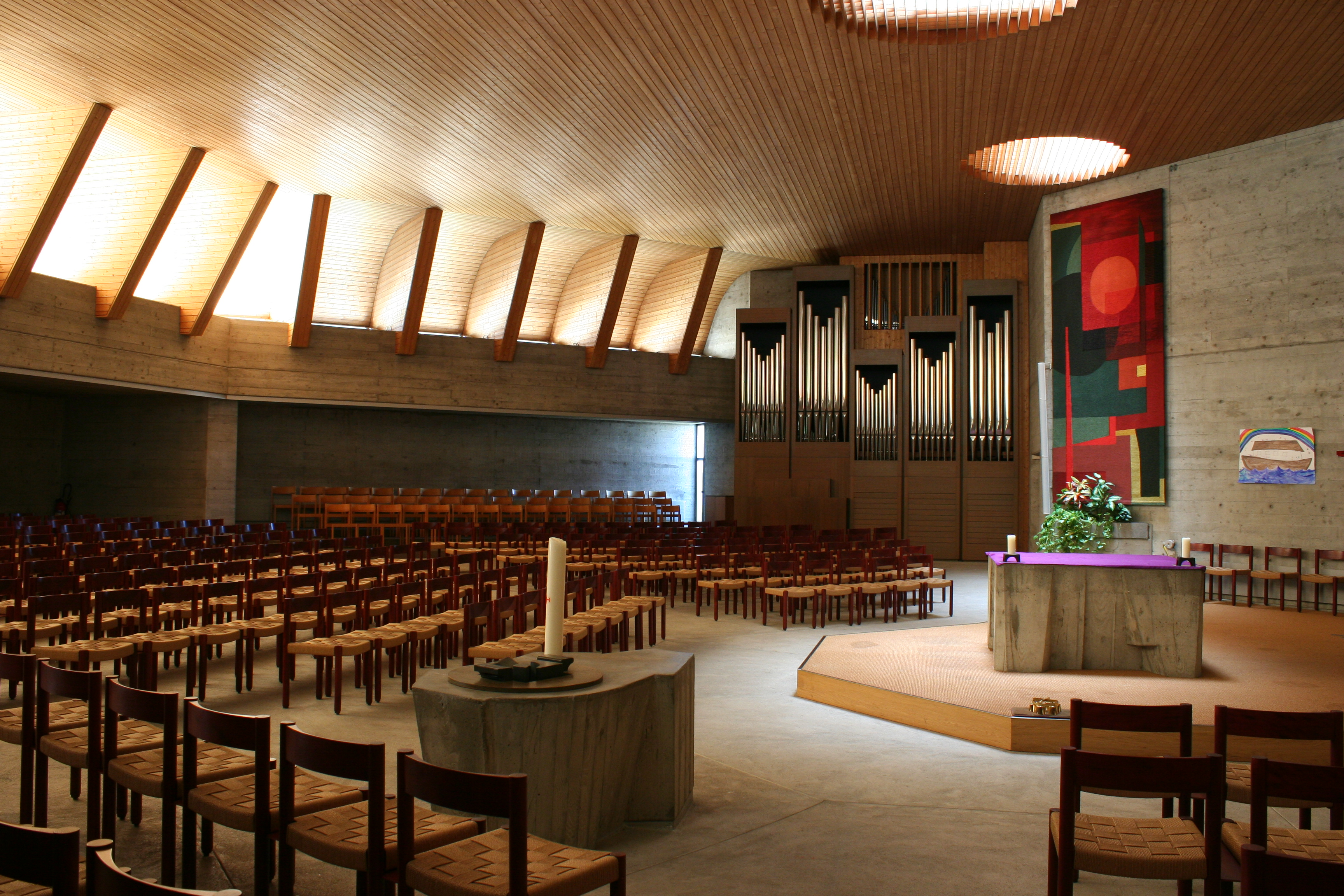
Neugestaltung Kirche St. Martin Seuzach, Innenansicht, 1972

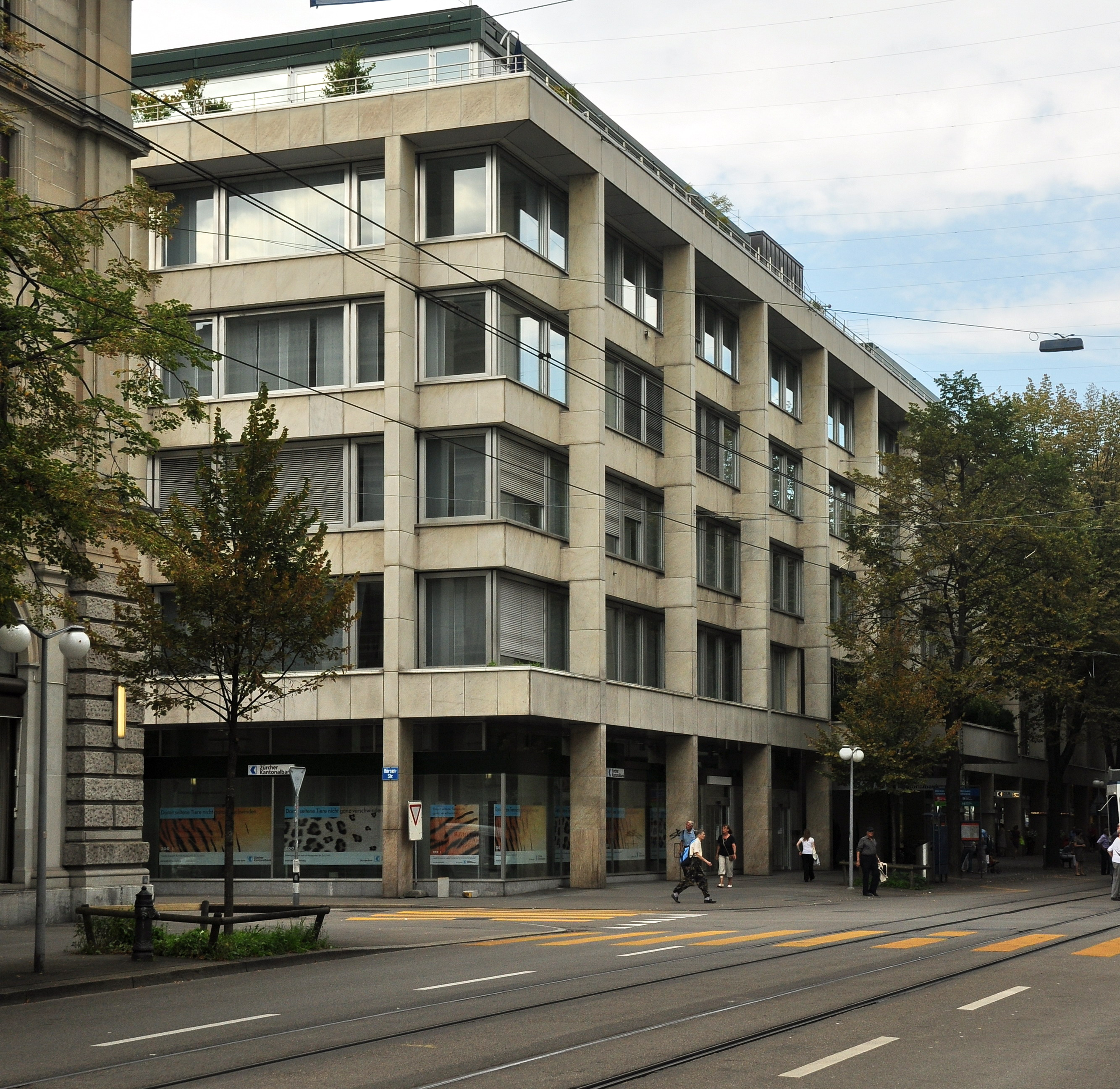
Erweiterung Hauptsitz Zürcher Kantonalbank, 1980

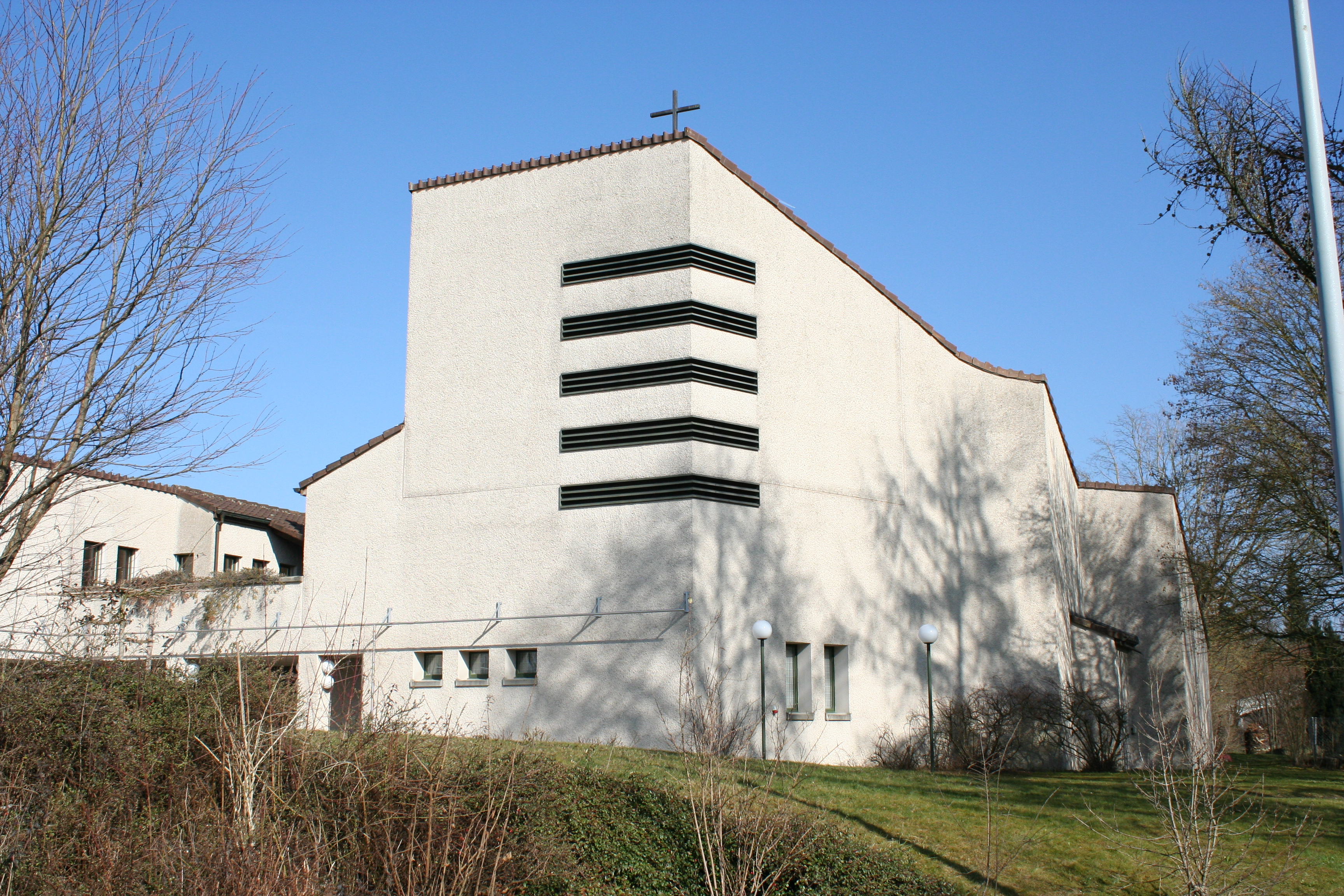
Kirche St. Stefan Wiesendangen, 1981

Robert Tanner (* 7. Juni 1936 in Winterthur) ist ein Schweizer Architekt, der sich im Bereich des modernen katholischen Kirchenbaus in der Schweiz profilierte. 

## Leben und Werk
Robert Tanner studierte am Technikum Winterthur Architektur, wo er im Jahr 1958 mit dem Diplom als Architekt HTL abschloss. 1961 gründete er zusammen mit Felix Loetscher das Architekturbüro Tanner und Loetscher mit Sitz in Winterthur. Zwischen 1961 und 1991 nahmen Robert Tanner und Felix Loetscher an 134 öffentlichen Architekturwettbewerben teil; sie erhielten dabei 95 Preise, davon 32 erste Preise mit anschliessender Realisierung ihrer Projekte. 1973 wurde Robert Tanner in den BSA aufgenommen.

## Bauten (Auswahl)
Schwerpunkte des architektonischen Schaffens von Robert Tanner und Felix Loetscher waren der Bau von Kirchen, Banken, Altersheimen, Schulen sowie Wohn- und Geschäftsbauten.
- 1969: Hauptsitz der Thurgauer Kantonalbank, Weinfelden
- 1969: Pfarreizentrum und Pfarrhaus St. Josef Winterthur-Töss
- 1969–1971: Kirche St. Ulrich Winterthur-Rosenberg
- 1970–1972: Kirche St. Martin Seuzach
- 1975: Hauptsitz der Hypothekarbank Lenzburg
- 1976–1977: Kirche St. Josef Winterthur-Töss, Neugestaltung
- 1979–1980: Kirche St. Petrus Embrachertal
- 1980: Erweiterung Hauptsitz Zürcher Kantonalbank, Zürich
- 1980–1981: Kirche St. Stefan Wiesendangen
- 1986: Alterszentrum Brühlgut, Winterthur
- 1981–1995: Justizvollzugsanstalt Pöschwies in Regensdorf
- 1989–1990: Kirche Bruder Klaus Bäretswil
- 1988–1992: Rechenzentrum Winterthur-Versicherung, Winterthur
- 1992: Reformierte Kirche Wettswil